# Americhernes puertoricensis
Espèce
Americhernes puertoricensis est une espèce de pseudoscorpions de la famille des Chernetidae.

## Distribution
Cette espèce est endémique de Porto Rico.

## Description
Les femelles mesurent de 1,95 à 2,0 mm.

## Étymologie
Son nom d'espèce, composé de puertor[o] et du suffixe latin -ensis, « qui vit dans, qui habite », lui a été donné en référence au lieu de sa découverte, Porto Rico.

## Publication originale
- Muchmore, 1976 : Pseudoscorpions from Florida and the Caribbean area. 5. Americhernes, a new genus based upon Chelifer oblongus Say (Chernetidae). Florida Entomologist, vol. 59, no 2, p. 151-163 (texte intégral).